# Alex Cáceres
Alex Albino Cáceres Méndez (Itakyry, Paraguay, 1 de febrero de 1996) es un futbolista paraguayo. Juega de delantero o extremo en el Club Jorge Wilstermann de la Primera Division de Bolivia.

## Trayectoria

### Inicios
Cáceres nació en Itakyry, en el Departamento de Alto Paraná, Paraguay, donde comenzó su trayectoria en el fútbol. A los 15 años, un cazatalentos lo observó durante una práctica en un club local y lo hizo fichar por el Club Guaraní.

### Carrera profesional
A partir de su paso por Guaraní, donde jugó en la temporada 2015-2016, Cáceres continuó su carrera profesional en varios equipos. En 2016, se unió a Independiente (CG), y al año siguiente, en 2017, tuvo una breve etapa en el Club General Díaz. 
Posteriormente, en 2019, se incorporó al Club Sportivo San Lorenzo, y en 2021, se trasladó a Guaireña Fútbol Club. Ese mismo año, regresó al Sportivo San Lorenzo, donde compitió hasta 2022. A partir de entonces, defendió los colores de Sol de América durante la temporada 2022-2023. 
En 2023, Cáceres se unió a Encarnación FC, y desde 2024, forma parte del club boliviano Wilstermann.

## Selección nacional

### Sub-17
Anotó su primer gol con la selección paraguaya sub-17 el 4 de abril de 2013 ante Argentina en el marco del Campeonato Sudamericano Sub-17.
| Torneo                   | Sede      | Resultado    | Partidos | Goles |
| ------------------------ | --------- | ------------ | -------- | ----- |
| Sudamericano Sub-17 2013 | Argentina | Segunda fase | 5        | 1     |

### Absoluta
El 26 de octubre de 2024, se filtró un documento de preconvocatoria emitido por la Asociación Paraguaya de Fútbol (APF) y dirigido al Club Deportivo Jorge Wilstermann, en el cual se notifica la inclusión de Álex Cáceres en la lista preliminar del seleccionador Gustavo Alfaro para las jornadas 11 y 12 de las Eliminatorias Sudamericanas 2026.

## Clubes
| Club                 | País     | Año           |
| -------------------- | -------- | ------------- |
| Guaraní              | Paraguay | 2015-2016     |
| Independiente (CG)   | Paraguay | 2016-2017     |
| Club General Díaz    | Paraguay | 2017          |
| Sportivo San Lorenzo | Paraguay | 2019          |
| Guaireña FC          | Paraguay | 2021          |
| Sportivo San Lorenzo | Paraguay | 2021-2022     |
| Sol de América       | Paraguay | 2022-2023     |
| Encarnación FC       | Paraguay | 2023-2024     |
| Wilstermann          | Bolivia  | 2024-presente |